# Берг, Михаил Юрьевич
Михаи́л Ю́рьевич Берг (род. 15 июня 1952, Ленинград) — русский писатель, критик, культуролог, публицист. Один из наиболее ярких представителей русского постмодернизма.

## Биография
Окончил 30-ю физико-математическую школу в Ленинграде и факультет «Теории информации» ЛИАП (1975). Работал программистом, экскурсоводом, библиотекарем.
После первых публикаций на Западе («Веревочная лестница» (1980, парижский журнал «Эхо»), «Новый жанр» (Литературное «А—Я») под давлением советских властей был уволен отовсюду и до перестройки работал кочегаром.
Ни одной публикации в СССР, до 1990 печатался только в самиздате и в русских эмигрантских журналах. Был активным деятелем нонконформистской культуры. С конца 1980-х вместе с Михаилом Шейнкером издавал и редактировал первый негосударственный литературный журнал «Вестник новой литературы»  (1989—1995, премия «Малый Букер», 1992).
Как теоретик культуры занимается проблемами символической экономики. Докторская диссертация «Литературократия. Проблема присвоения и перераспределения власти в литературе»(Хельсинкский университет, 2001). Последние годы сотрудничает с Дэвис центром Гарвардского университета (Кэмбридж, США).
В январе 2010 был награждён международной премией Русского Зарубежья «Franc-Tireur» («The Franc-Tireur Silver Bullet 2010 is presented to Michael Berg for the Corpus of His Works»).
Помимо литературных работ, создал несколько циклов фотоизображений, тяготеющих к эстетике московского концептуализма и исследующих поэтику «нового безобразного».
С начала 1990-х член Русского ПЕН-центра, многолетний член Исполкома, в январе 2017 вышел из Русского ПЕН-центра в знак протеста против прокремлёвской позиции его руководства. Сотрудничает с американской правозащитной организацией «Human Rights First», поддерживая их инициативы по защите прав критиков и жертв авторитарных режимов.

## Публикации
Автор сборника рассказов «Неустойчивое равновесие» (1974—1977), романа «Отражение в зеркале с несколькими снами» (1979), популярного в кругах ленинградской «второй» культуры и многократно арестовывавшегося при обысках в нонконформистской среде, романа-антиутопии «Возвращение в ад» (1980).
После эссе-коллажа «Веревочная лестница» (1980), названной критиком А. И. Степановым «узловой станцией в творчестве писателя», среди его новых стилистических приемов все отчетливее проявляются концептуалистские и постмодернистские мотивы. Это роман «Вечный жид» (1980) (Н. Тамарченко в «Новом литературном обозрении» сравнивает этот роман с «Евгением Онегиным» и утверждает, что, «будучи по всем признакам „ироническим дискурсом“, он одновременно рассчитан и на самое серьёзное восприятие»).
Начиная с романа «Между строк, или читая мемории, а может, просто Василий Васильевич» (1982) появляется и развивается особый «жанр нового биографизма», когда героями романов, часто с авантюрным сюжетом, становятся известные литераторы, скажем, В. В. Розанов в «Между строк…». Или Д. Хармс и А. Введенский в «Рос и я». «Между строк…» получил благожелательную оценку критиков. Так Е. Голлербах писал: «Отказавшись от архаичного и бессмысленного по сути идеологизирования, Берг сосредотачивает внимание на формальных поисках. Его проза виртуозна, стилистически изощренна, автор показывает себя блестящим учеником Набокова, и в своем творчестве он достигает такого мастерства, которому, возможно, решился бы позавидовать и сам учитель».
В романе «Момемуры» (1984), номинанте премий Букер, «Северная Пальмира», им. Андрея Белого, исследовался феномен советского андеграунда за несколько десятилетий. В 2009 вышло в свет новое издание романа с обзорными статьями и пространными комментариями Н. Климонтовича, Б. Останина, М. Шейнкера, М. Успенского.
Критиками и переводчиками был отмечен и роман «Рос и я» (1986), часто цитирующийся при разговоре о постмодернистской прозе и вошедший во многие, в том числе университетские монографии. Затем последовали «Черновик исповеди. Черновик романа» (1986, 1991), «Последний роман» (1993) и роман «Несчастная дуэль» (1999)(история о Пушкине, или о поэте X**, который убивает на дуэли барона Д., оказавшегося женщиной), также номинировавшийся на наиболее заметные российские литературные премии.
Помимо художественных экспериментов, начиная с 1990-х, стал автором большого числа научных и критических статей и эссе, переведенных на многие европейские языки, а частности, немецкий, шведский, финский, итальянский, сербский, польский, английский. Сотрудничал с рядом европейских газет, таких как Welt am Sonntag, новыми русскими изданиями «КоммерсантЪ» и «Русский телеграф», с либеральными еженедельниками типа «Московских новостей» и «Часа пик», с Радио «Свобода», корреспондентом которого был с 1995 по 2005 год.
В 2005 опубликовал резко оппозиционный памфлет «Письмо президенту», получивший широкий резонанс и переведённый на ряд европейских языков.
В 2006—2016 годах написал серию очерков «Письма о русском патриотизме», «Письма из Америки», книгу «The Bad еврей», ряд статей о проблемах имперского сознания, национализма, «нового конформизма», опубликованных в неподцензурных СМИ: «Грани», «ЕЖ», «Kasparov.ru», «Стенгазета», «RuFabula»,  Story, в газетах «Дело» и «День», вызвавших полемику в оппозиционной среде и критику националистов разного толка.
С 2011 активный блогер, автор резонансных постов сначала в Живом Журнале, потом в Фейсбуке, Твиттере, а также видеороликов на своем канале в YouTube.
В 2022 опубликовал в издательстве «Пальмира» книгу научных статей «Андеграунд. Итоги. Ревизия», написанных за последнее время, в том числе ряд бурно обсуждавшихся в соцсетях и литературном сообществе (как например, статья об Аркадии Драгомощенко и «Клубе-81» с доказательствами сотрудничества руководства этого клуба с КГБ).

## Награды

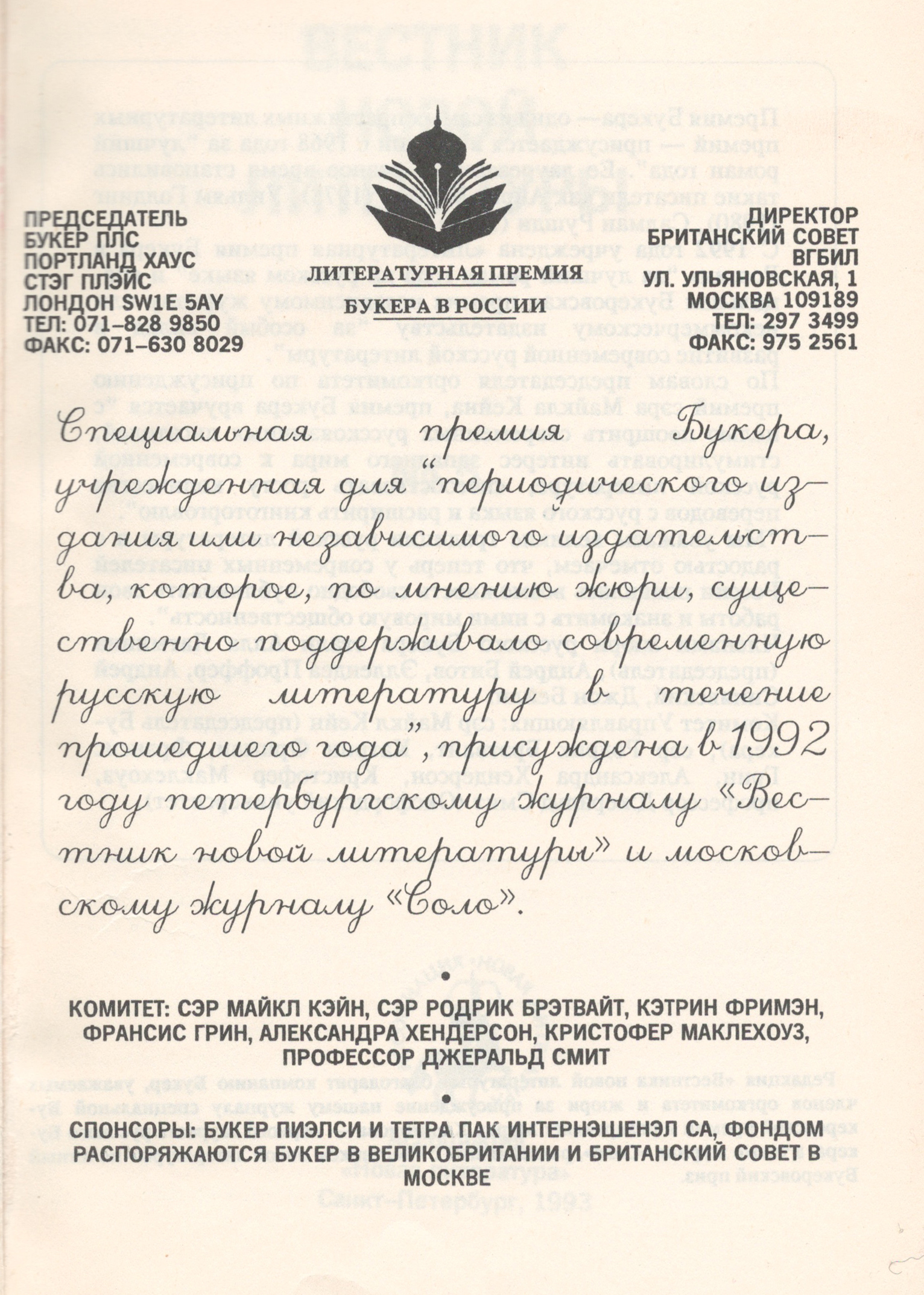
Премия Малый Букер, врученная в 1992 году журналу "Вестник новой литературы"

- В 1992 г. был награждён премией «Малый Букер» как главный редактор журнала «Вестник новой литературы».
- В 2010 г. удостоен международной литературной премии Silver Bullet Awards 2010 .

## Избранные научные публикации и изображения
- Избранные научные публикации
- Галерея изображений

## Выставки
- «Конец двух эпох: Буша и Путина». Дэвис-центр Гарвардского университета. Кэмбридж, 2008.
- «America. Faces of States». Museum of Modern Renaissance. Бостон, 2010.
- «Русская география: Реки». (Russian Geography: Rivers). Арт-галерея «Борей». Санкт-Петербург. 2012.
- «Академия русской помойки». (Academy of Russian Rubbish). Информационный и культурный центр искусства и музыки ЦГПБ им. Маяковского. Санкт-Петербург, 2012.

## Общественная позиция
В советскую эпоху (с конца 1970-х) активный участник ленинградской «неофициальной культуры».
В феврале 1986 получил предупреждение от КГБ (отказавшись его подписать), что его деятельность рассматривается как антисоветская.
С 1989 главный редактор независимого литературного журнала «Вестник новой литературы». Член Русского ПЕН-центра.
В 2001 году подписал письмо в защиту телеканала НТВ.
В 2013 году выразил своё отношение к празднику День Победы, как к способу манипуляции общественным мнением, после чего стал героем статей Ульяны Скойбеды («Порою жалеешь, что из предков сегодняшних либералов нацисты не наделали абажуров. Меньше бы было проблем») и Сергея Пономарева («Жаль, что не прогиграли войну»):

«Этот День Победы…» — самый мерзкий и самый эффективный инструмент манипулирования общественным сознанием. Способ наделения человека фальшивым чувством единения перед лицом выдуманного врага.

В январе 2017 вышел из Русского ПЕН-центра в знак протеста против прокремлёвской позиции его руководства.

## Критика
- Евгений Голлербах. Жизнь всерьез, но в новом свете / Смена, 1990.
- Елена Тихомирова. Эрос из подполья / Знамя, 1992.
- Андрей Немзер. Последняя у попа жена (М. Берг: «Последний роман») / Сегодня, 1994.
- Н. Тамарченко. Спор о Боге и личности в эпоху утраченной простоты / Новое литературное обозрение, 1995.
- Дмитрий А. Пригов. Счет в гамбургском банке / Новое литературное обозрение, 1998.
- М. Л. Гаспаров. К статье М. Берга «Гамбургский счёт» / Новое литературное обозрение, 1998.
- Никита Елисеев. Гамбургский счет и партийная литература / Новый мир, 1998.
- Надежда Григорьева. Труд и референт / Звезда, 2000.
- Сергей Васильев. Урод Муму, поэт Х** или маленькая Вика / Итоги, 2000.
- Ирина Скоропанова. Михаил Берг. «Рос и я»  / Русская постмодернистская литература. Флинта, 2001.
- Игорь П. Смирнов. О «Литературократии» Михаила Берга / Exlibris, 2001.
- Свен Спикер. Литературократия. Проблема присвоения и перераспределения власти в литературе / Новая русская книга, 2001.
- Дмитрий А. Пригов. Власть властителей дум / Итоги, 2005.
- Дмитрий Травин. Письмо президенту / Дело, 2005.
- Александр Пронин. В своем репертуаре / Город, 2005.
- Николай Александров. Книжечки. Михаил Берг «Письмо президенту» / Эхо Москвы, 2005.
- Donatella Possamai. Интертекстуальность и символический капитал: «Рос и я» Михаила Берга / Wiener Slawistischer almanach. Sonderband 64. 2006.
- Петр Дейниченко. Парень с соседней улицы / Книжное обозрение, 2006.
- Энн Кольдефи. Близнец президента / Русская мысль, 2006.
- Ян Левченко. Куда деваться / Русский журнал, 2006.
- Елена Гаревская. Несходство сходного / Культура, 2006.
- Лев Рубинштейн. Лети с приветом / Грани, 2006.
- Дмитрий Кошацкий. О российских западниках на Западе глазами Михаила Берга / Новые хроники, 2011.
- Владимир Буковский. По поводу статьи Михаила Берга «Третий срок» / Ежедневный журнал, 2011.
- Ева Иванилова. Пошли к дремучей матери, милые соотечественники. «Возвращение в ад», 1980 / КПД: Вторая волна, 2019.
- Игорь Гулин. Что читать о застое. Литературократия / Коммерсантъ, 2020.

## Отзывы
Игорь П. Смирнов, филолог, философ, профессор  Констанцского университета:

…я должен признать, что новые подступы к литературному материалу (в том числе и историко-социологический, атональный подход, который предлагает М. Берг), открывают в художественных текстах такие их составляющие, которые были недоступны тем, кто усматривал в литературе ценность-в-себе, полагаясь на Канта и русских формалистов….

Дмитрий А. Пригов, поэт, художник-график, один из основоположников московского концептуализма:

Мне не приходилось досель встречать в каком-либо исследовании такой список одновременно и достаточно подробно исследуемых новейших литераторов — от классиков и старожилов до неведомых широкому читателю авторов. Теоретическая же часть книги с нынешней поры, представляется, станет непременным материалом для цитирования в последующих исследованиях, так как в своей неумолимой последовательности и четкой методологичности является просто пионерской. В такой полноте, последовательности и в приложении к специфическим чертам и обстоятельствам бытования отечественной литературы подобное исследование не имеет аналогов.

Татьяна Вольтская, поэтесса, журналистка, литературный критик, эссеист:

Я не знаю, в часы какого озарения или экстаза посетила автора счастливая мысль сделать своих ныне здравствующих коллег персонажами художественного произведения, но мне эта идея кажется небезобидной, если не зловещей. Есть все-таки в этом какое-то утонченное издевательство, даже садизм — мановением руки превратить творцов в тварей, все равно, что ученых, застывших над микроскопом, — в шевелящихся инфузорий на предметном стекле
.

Витторио Страда (Corriere della Sera), итальянский литературовед и переводчик-славист, историк русской литературы:

…книга принадлежит перу одного из самых рафинированных и эрудированных русских писателей нашего времени, петербуржцу Михаилу Бергу... За плечами Берга интеллектуальный андеграунд и притеснения, уготованные «диссидентам» старым режимом, однако он конструктивно/творчески усвоил культуру европейской широты, создав свою теоретическую и повествовательную модель в духе неомодернизма....